# 安哥拉—巴西關係
安哥拉—巴西關係（葡萄牙語：Relações entre Angola e Brasil），是指安哥拉共和國和巴西联邦共和国之間歷史上與現代的雙邊外交關係。兩國都是葡萄牙語圈的一部分，在葡萄牙殖民帝國時期就已經有所往來。1975年安哥拉獨立後，巴西立即與安哥拉建立大使級外交關係，此後雙邊關係友好順利發展，2003年魯拉成為巴西總統以來，兩國關係進一步加強。現今，巴西與安哥拉亦通過在聯合國、葡萄牙語國家共同體、77國集團等多個國際組織的合作交流加深了邦誼。

## 政治交流

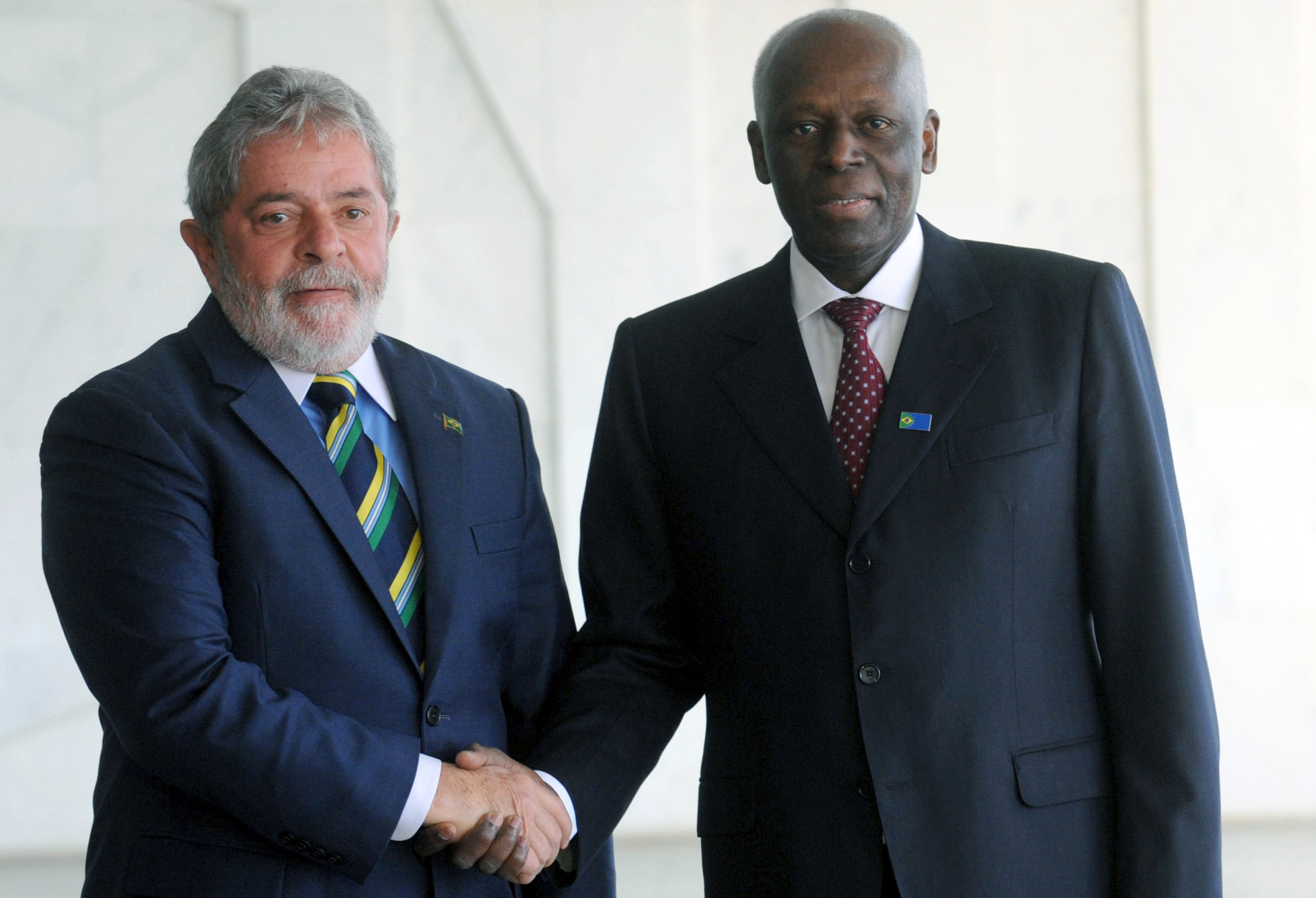
安哥拉总统若泽·爱德华多·多斯桑托斯會見巴西總統卢拉

在16世纪，巴西与維德角皆处于葡萄牙殖民帝国的统治下，当时，有一些巴西人被葡萄牙殖民政府任命为葡屬維德角的殖民官员。法兰西第一帝国期间，拿破仑占领葡萄牙王国本土，葡萄牙王室流亡巴西。1815年12月16日，葡萄牙-巴西-阿爾加維聯合王國成立，巴西由殖民地升格為王國，葡屬安哥拉开始处于巴西的直接统治下:136。1822年，巴西帝國脱离葡萄牙-巴西-阿爾加維聯合王國独立，巴西皇帝佩德罗一世有意愿并吞葡萄牙在非洲的殖民地，但遭到了英国与葡萄牙的联合反对。1825年11月15日，葡萄牙王国与巴西帝国签订《1825年里约热内卢条约》，承认巴西的独立。但其中第三款规定巴西帝国不得接受任何葡萄牙殖民地加入巴西。
随着奴隶贸易终结，加之欧洲列强进入非洲，巴西逐渐地疏远了与葡萄牙在非洲等地的殖民地之间的联系，转而加强与其他拉丁美洲国家、欧洲国家及美国的关系。在此期间，巴西与葡屬安哥拉的交流，更多地体现为巴葡关系的延伸；20世纪60年代以前的巴西更长期支持葡萄牙在非洲的殖民统治，并提出建立非洲—巴西—葡萄牙共同体。此时，巴西与葡萄牙政府签署了商业条约，葡萄牙也向巴西开放了葡屬安哥拉等地的海港:136-137。1960年以后，巴西转而反对葡萄牙在非洲的殖民统治，安哥拉于1975年独立后，巴西随即给予该国及执政的安人运以承认:41，巴西也因此成为第一个承认安哥拉的国家。1996年，巴西、安哥拉等國更共同成立了葡萄牙語國家共同體。但在此期間，巴西仍然將美國作為外交政策的中心，两国關係還是相對冷淡:138。
2003年，卢拉上台後，巴西重新加強了與安哥拉等非洲國家的聯繫，其本人就任伊始就出访了安哥拉，又于第二个任期开始的2007年再度出访该国，安哥拉总统若泽·爱德华多·多斯桑托斯也在2010年回访了巴西，期间两国更建立“战略伙伴关系”:18。罗塞夫接替卢拉成为总统后，延续了卢拉的对非政策，她也在就任当年访问了安哥拉。2023年，卢拉第三度就任总统后，巴西扭转了雅伊爾·博索納羅时期对非外交停滞不前的状况，重新加强了与安哥拉的联系，当年访问安哥拉期间，他表示愿意向后者转让关键技术，并将巴西定位为后者的“理想伙伴”，还支持安哥拉等非洲国家加入金砖国家。

## 經貿關係
由於兩國同是葡萄牙的前殖民地，加上跨大西洋奴隸貿易的影响，巴西和安哥拉兩國的經貿聯繫悠久。
1646年，耶穌會修士若昂·貢薩洛（Gonçalo João）就曾表示“沒有安哥拉，就沒有巴西”，以指出安哥拉—巴西經濟關係的重要性。当时的安哥拉是巴西奴隸的主要來源地之一，有三分之二的巴西奴隸來自安哥拉或剛果地區，而巴西是以木薯粉和朗姆酒等出口產品換取安哥拉奴隸，故荷蘭人於17世紀初佔領安哥拉時，巴西和葡萄牙以“共同殖民者”的身份试图奪回領土，1648年成功驅逐荷蘭人後，安哥拉实际上由巴西統治，而奴隸制也因此在巴西持續了兩個多世紀。葡萄牙政治人物薩爾瓦多·德·沙亦称“沒有了據點（即安哥拉），巴西無法生存；沒有了巴西，葡萄牙也無法生存”。
自1970年代开始，巴西增加了对安哥拉的进出口贸易，而巴西企业国家石油公司与奥德布勒希特公司也在安哥拉建国初期进入该国开展投资活动，1985年，巴西因外债危机导致经济状况欠佳，一度减少了对安哥拉的投资及贸易往来:109-110。安哥拉与巴西之間的貿易關係於21世纪初重新開始增長，在卢拉初任总统期间，安哥拉曾是巴西在非洲主要投資對象國之一:18，但双边经贸投资关系总体上受经济波动的影响仍较大:110-111。2021年，双边贸易总额达到5.77亿美元，其中巴西对安哥拉出口4.08亿美元，主要出口肉类、蔗糖、车辆等商品，而安哥拉对巴出口额为1.69亿美元，其中石油及天然气具有绝对优势，约占该国对巴出口额的99%

## 人文交流
作為葡萄牙的前殖民地，安哥拉和巴西兩國在文化上關係深远，均以葡萄牙語为官方语言，也是葡萄牙語國家共同體的成員。安哥拉作家佩佩特拉所著的小說《光榮的家庭》反映了17世紀巴西与安哥拉之间的奴隸貿易，并批判了贩奴行为；另一安哥拉作家若泽·爱德华多·阿瓜卢萨的作品，也叙述了葡萄牙和巴西商人在跨大西洋奴隸貿易中扮演的角色。17至18世紀開始，兩地的音樂和舞蹈文化開始互相影響。在两国还是葡国殖民地时期，葡萄牙在教育领域對安哥拉的影響较小；因为当时安哥拉的精英子弟通常在里約熱內盧而不是里斯本接受教育。
自卢拉执政以来，巴西加强了与安哥拉的人文交流，不仅在当地开设巴西文化中心，推广巴西文化，也开设非洲葡语国家国际电视台，提高巴西在当地的影响力:142，除此之外，巴西记录电视网在安哥拉亦拥有较高的收视率，该电视台的主持人罗德里戈·法罗也受到安哥拉观众欢迎。在教育上，巴西也向安哥拉提供了大量人员培训机会及教育合作项目。2010年，巴西政府更成立葡非巴联合联邦大学，招收安哥拉等非洲国家的留学生:146-151。此外，巴西也关注非洲社会发展，曾多次為安哥拉提供人道主義援助:19-20。